# Jiabei (sockenhuvudort i Kina, Zhejiang Sheng, lat 30,78, long 120,71)
Jiabei är en sockenhuvudort i Kina. Den ligger i provinsen Zhejiang, i den östra delen av landet, omkring 79 kilometer nordost om provinshuvudstaden Hangzhou. Antalet invånare är 67 657. Befolkningen består av 33 230 kvinnor och 34 427 män. Barn under 15 år utgör 12,0 %, vuxna 15-64 år 82 %, och äldre över 65 år 4,0 %.
Runt Jiabei är det tätbefolkat, med 849 invånare per kvadratkilometer. Närmaste större samhälle är Jiaxing, 4,7 km sydost om Jiabei. Runt Jiabei är det i huvudsak tätbebyggt.
Genomsnittlig årsnederbörd är 1 712 millimeter. Den regnigaste månaden är juni, med i genomsnitt 277 mm nederbörd, och den torraste är november, med 65 mm nederbörd.